# Pompeia (São Paulo)
Pompeia (FO 1943: Pompéia) é um município brasileiro do estado de São Paulo. Sua população estimada em 2024 era de 20.512 habitantes. O município é formado pela sede e pelos distritos de Novo Cravinhos e Paulópolis.

## História
A posse primária das terras entre as bacias do Rio do Peixe e Rio Feio ou Aguapeí foi concedida pelo governo imperial em 1852 a João Antônio de Moraes, Francisco de Paula Morais e Francisco Rodrigues de Campos e então transferidas, mais tarde, a outros proprietários.
Júlio da Costa Barros e outros, vindos da cidade de Cravinhos, dirigiram-se à região onde os irmãos Lélio e Marcelo Pizza adquiriram terras destinadas a agricultura. Aí iniciaram a primeira plantação de café e fundaram o povoado de Novo Cravinhos, atualmente um distrito da cidade.
Assim os desbravadores da região seguiam até a estação de Penápolis, de onde continuavam por picadas cerca de noventa quilômetros até o ponto onde se erguia Novo Cravinhos, para comprarem suas terras.
Com uma área de mil alqueires, a Fazenda Jacutinga foi a primeira a ser formada nas imediações. Seu proprietário, Rodolfo Lara Campos, adquiriu-a para o plantio do café, dando início ao desbravamento da mata onde, mais tarde, surgiria a cidade de Pompéia. Os dezoito quilômetros da estrada de rodagem que liga Vila Olinda a Pompéia foi por ordem e conta do proprietário da Fazenda Jacutinga.
Inicialmente as terras pertenciam a três grandes proprietários: o senador Rodolfo Nogueira da Rocha Miranda (vertentes do Rio do Peixe - município de Campos Novos) e os irmãos Lélio e Marcelo Pizza (vertentes do Rio Feio - município de Penápolis).
Em 1928 os irmãos Rodolfo e Luiz Miranda planejaram a formação de uma cidade e ordenaram a derrubada de 250 hectares de matas no espigão Peixe-Feio, nas vertentes do Ribeirão Futuro. Depois de loteada a área recebeu a denominação de Patrimônio de Otomânia, iniciando-se a venda dos lotes.
A alteração do nome deveu-se à Companhia Paulista de Estradas de Ferro que, atingindo a região na época, deu nomes às suas estações, a partir de Piratininga, em ordem alfabética. Cabia ao povoado a letra “P“. Assim escolheu-se Pompéia em homenagem à esposa do senador e fundador, Aretuza Pompéia da Rocha Miranda.

### Formação territorial-administrativa
Histórico da formação do município:
- Distrito criado com a denominação de Pompéia, por Lei Estadual nº 2.282, de 17 de setembro de 1928, no município de Campos Novos.
- A Lei nº 2.320, de 14 de dezembro de 1928, transfere o distrito de Pompéia do município de Campos Novos para o de Marília.

Em 1935 deu entrada na Assembleia Legislativa do Estado de São Paulo o Projeto de Lei nº 256, referente a criação do município de Pompéia, mas ele foi arquivado.

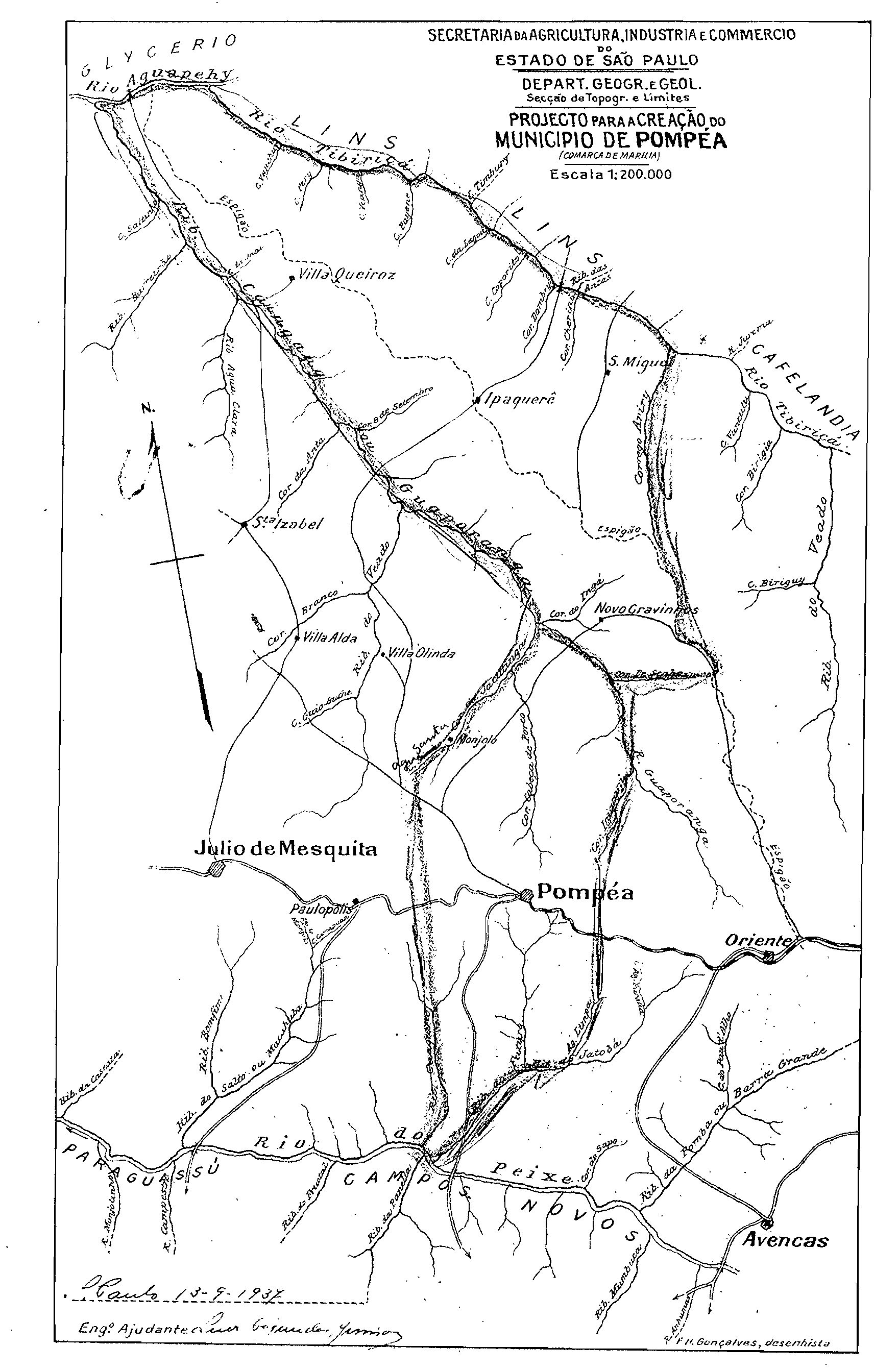
Projeto para criação do município de Pompéia (1937).

- Elevado à categoria de município com a denominação de Pompéia, por Decreto Estadual nº 9.775, de 30 de novembro de 1938, desmembrado de Marília. Sua instalação verificou-se no dia 01 de janeiro de 1939.

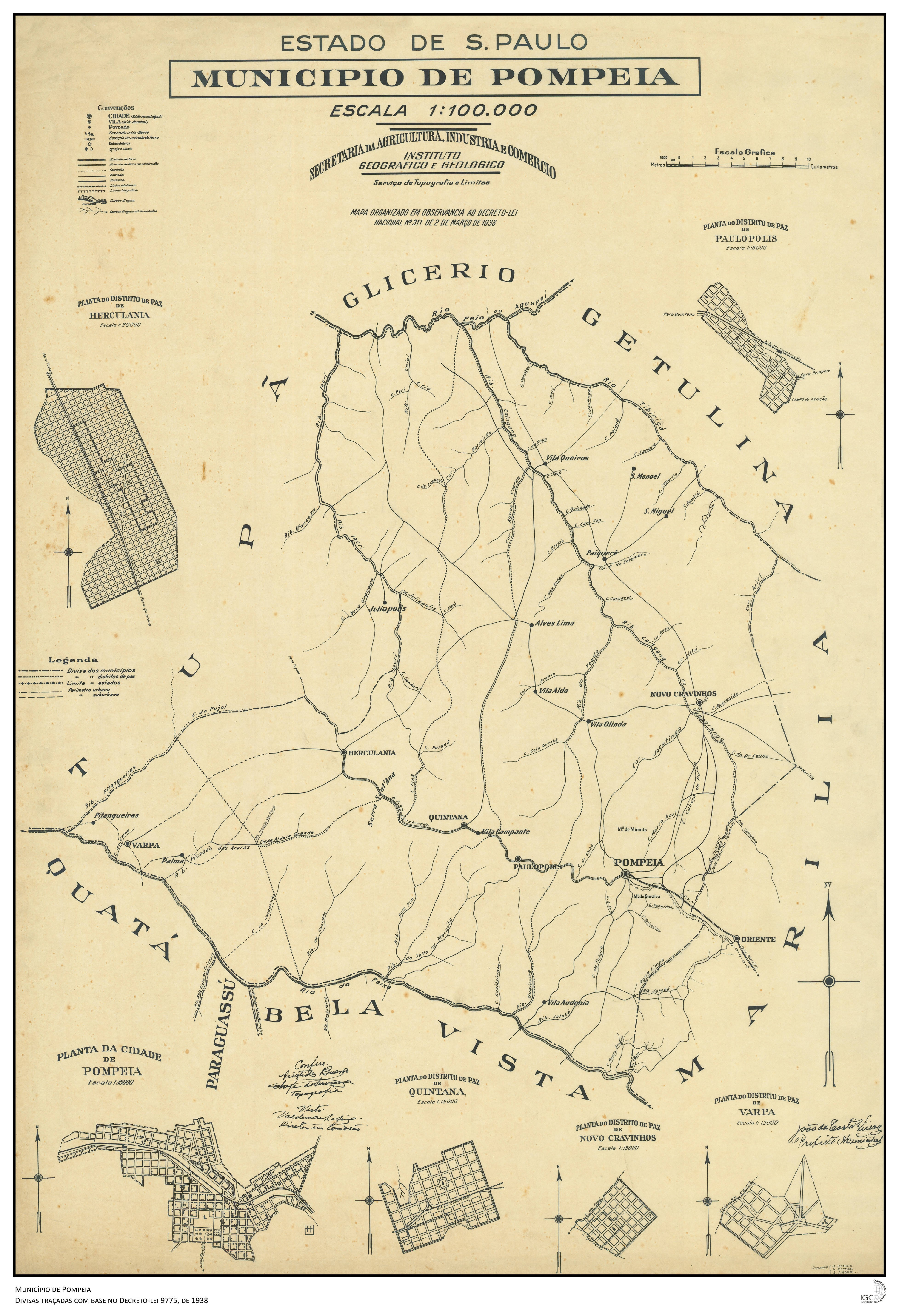
Mapa de Pompeia (1938).

Ficou constituído de 6 Distritos: Pompéia (sede), Novo Cravinhos, Paulopólis, Quintana e Varpa (transferidos de Marília), além de Herculânea (transferido de Glicério). Era o 26º município do estado em extensão territorial, com uma área de 1.800 km².

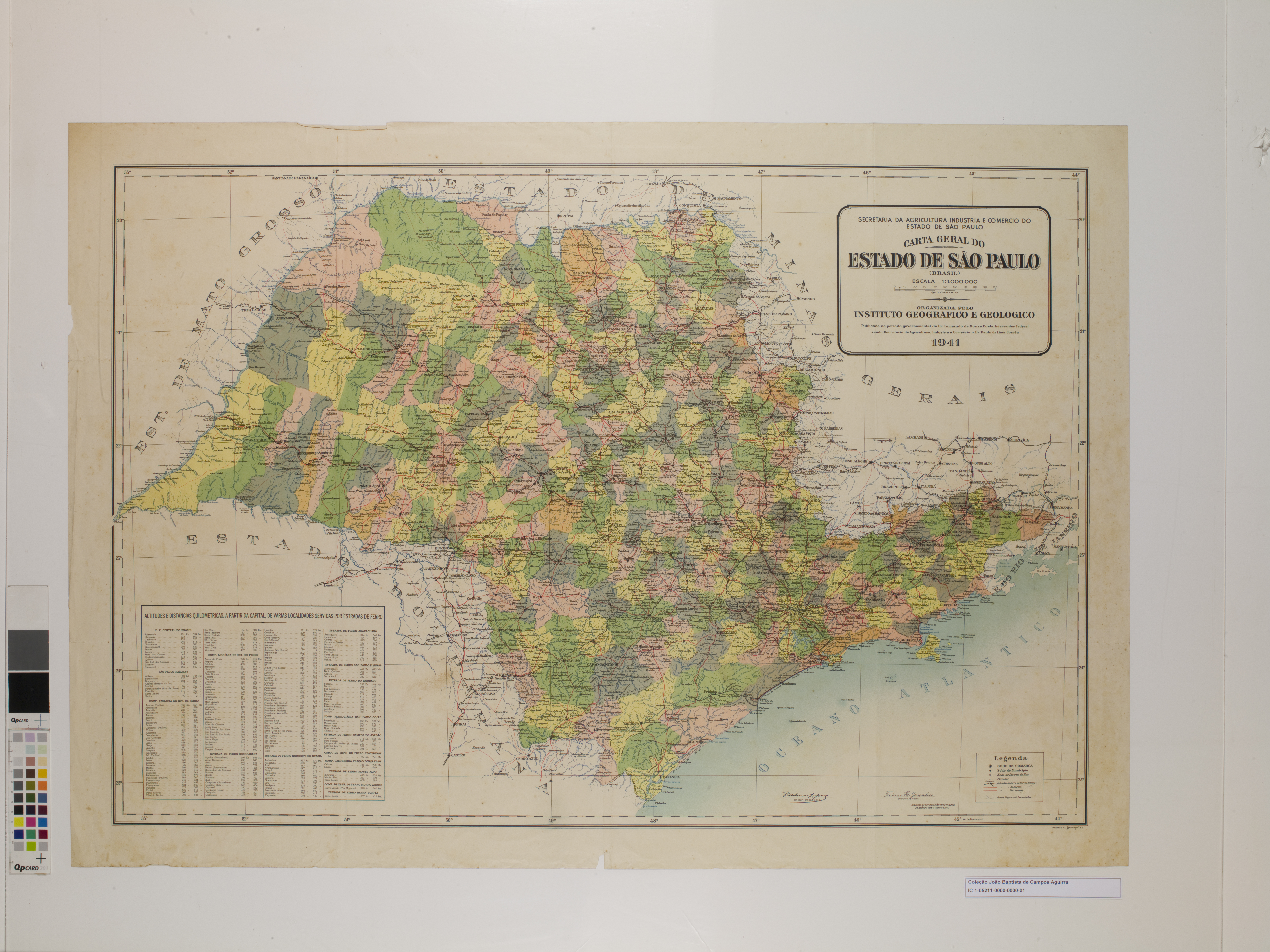
Estado de São Paulo (1938).

- O Decreto-Lei Estadual nº 14.334, de 30 de novembro de 1944, desmembra do município de Pompéia os distritos de Quintana e Herculânea (atual Herculândia), que foram elevados à município. Pelo mesmo Decreto-Lei o município perdeu terras para a formação do novo município de Oriente, o distrito de Varpa foi transferido para o município de Tupã, e foi criado o distrito de Queiroz, com sede no povoado de mesmo nome e território dos distritos de Novo Cravinhos, Paulópolis, Quintana e do distrito sede de Tupã.
- A Lei Estadual nº 233, de 24 de dezembro de 1948, cria o distrito de Pontana, com sede no povoado de Campante e território do distrito de Paulópolis.
- A Lei Estadual nº 2.456, de 30 de dezembro de 1953, transfere o distrito de Pontana para o município de Quintana.
- A Lei Estadual nº 8.092, de 28 de fevereiro de 1964, desmembra do município de Pompéia o distrito de Queiroz, elevado à município.

## Geografia
Situa-se na região Centro-Oeste Paulista. Localiza-se na latitude 22º06'31" sul e longitude 50º10'18" oeste, estando a uma altitude de 597 metros. Possui uma área de 784,674 km².

### Hidrografia
- Rio do Peixe
- Ribeirão do Futuro

### Rodovias
- Rodovia Comandante João Ribeiro de Barros (SP-294)

## Demografia

### População
| Crescimento populacional                             | Crescimento populacional | Crescimento populacional | Crescimento populacional |
| Ano                                                  | População Total          |                          | %±                       |
| ---------------------------------------------------- | ------------------------ | ------------------------ | ------------------------ |
| 1940                                                 | 55 390                   |                          | —                        |
| 1946                                                 | 41 554                   |                          | −25,0%                   |
| 1950                                                 | 39 398                   |                          | −5,2%                    |
| 1958                                                 | 27 290                   |                          | −30,7%                   |
| 1960                                                 | 37 826                   |                          | 38,6%                    |
| 1970                                                 | 17 877                   |                          | −52,7%                   |
| 1980                                                 | 16 261                   |                          | −9,0%                    |
| 1991                                                 | 17 236                   |                          | 6,0%                     |
| 2000                                                 | 18 171                   |                          | 5,4%                     |
| 2010                                                 | 19 964                   |                          | 9,9%                     |
| 2022                                                 | 20 196                   |                          | 1,2%                     |
| Est. 2024                                            | 20 512                   | [ 14 ]                   | 1,6%                     |
| Fontes: Censos Demográficos IBGE e Estimativas SEADE |                          |                          |                          |

### Dados demográficos
- População no censo (2010): 19.964 pessoas[19]
  - Masculino: 9.793 pessoas[19]
  - Feminino: 10.171 pessoas[19]
  - Urbana: 18.574 pessoas[19]
  - Rural: 1.390 pessoas[19]
- Domicílios: 7.252[19]
- Densidade demográfica (2010): 25,46 hab/km²[19]
- Índice de Desenvolvimento Humano (IDH-M 2010): 0,786[20]
  - Renda: 0,750[20]
  - Longevidade: 0,864[20]
  - Educação: 0,748[20]

## Política e administração
- Prefeito: Isabel Cristina Escorce Januário (2017/2020)
- Vice-prefeito: José França
- Presidente da câmara: Márcio Rogério Caffer (2018/2019)

## Infraestrutura

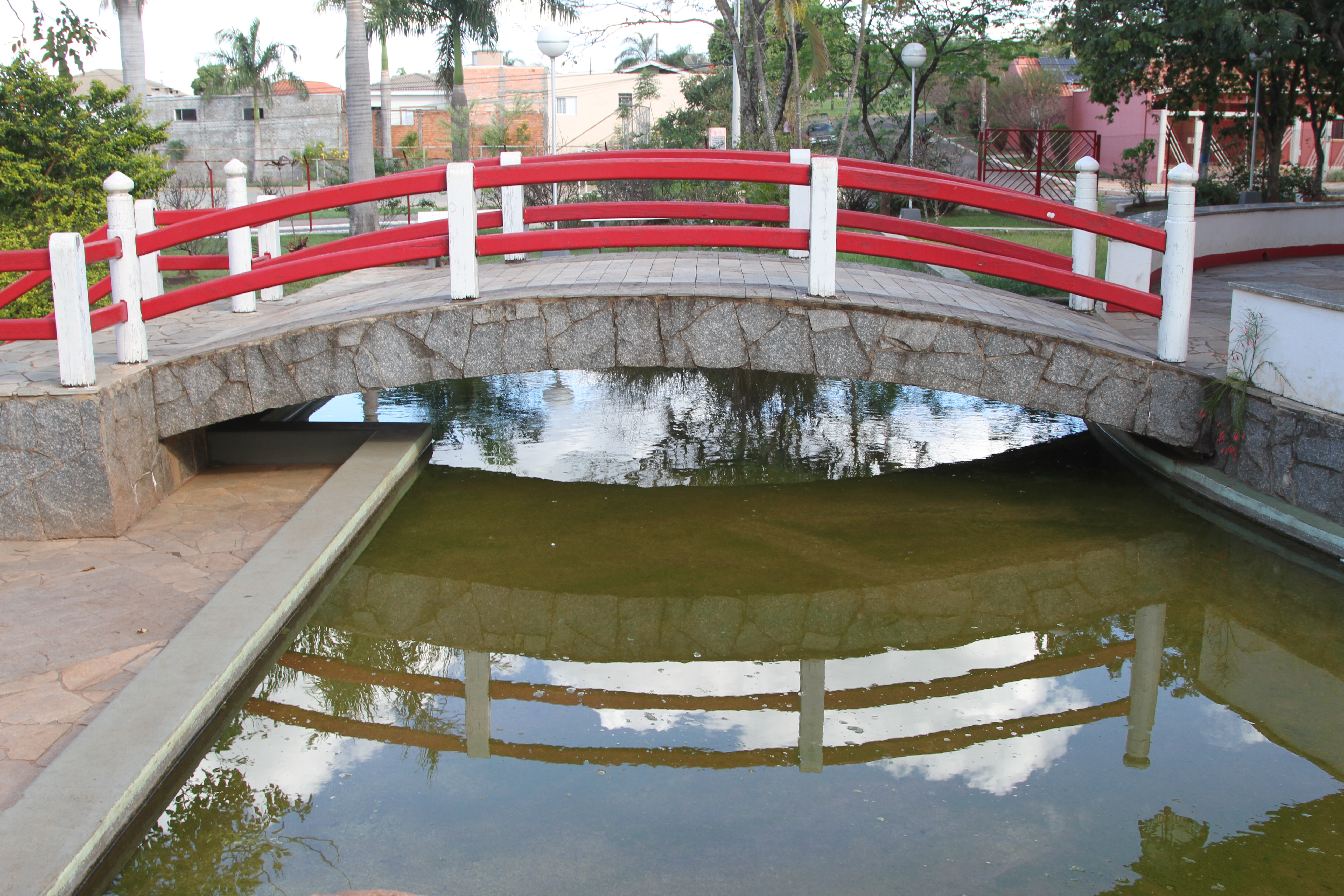
Praça da Amizade.

### Educação
Se destaca por ser a cidade que abriga a FATEC Pompeia - Shunji Nishimura, que oferece o curso de Mecanização em Agricultura de Precisão, único em todo o mundo, e pelo curso de Big Data no Agronegócio, implantado em 2017.

### Comunicações
O sistema de telefones automáticos foi inaugurado na cidade pela Companhia Telefônica Brasileira (CTB) em 1941, sendo a 6ª cidade do estado a receber esse melhoramento. Já o sistema de discagem direta à distância (DDD) foi implantado em 1978 pela Telecomunicações de São Paulo (TELESP), com o código de área (0144).
Na década de 90 o código DDD da cidade foi alterado para (014), para padronização do sistema telefônico com a telefonia celular que estava sendo implantada em todo o estado.

## Pessoas ilustres
- Ivo Cersósimo - deputado federal constituinte.[29]
- Juniti Saito - Ex-comandante da Aeronáutica Brasileira.[30]

## Religião
O Cristianismo se faz presente na cidade da seguinte forma:

### Igreja Católica
- A igreja faz parte da Diocese de Marília.[32]

### Igrejas Evangélicas
Entre as igrejas protestantes históricas, pentecostais e neopentecostais, encontram-se na cidade:
- Assembleia de Deus Ministério do Belém.[35][36]
- Congregação Cristã no Brasil.[37]